# Flash Gordon (film)
A Flash Gordon 1980-ban bemutatott amerikai–brit űropera Mike Hodges rendezésében. A forgatókönyvet Lorenzo Semple Jr. írta, Alex Raymond azonos című képregénysorozatából. A film zenéjét a Queen együttes és Howard Blake szerezte. A főbb szerepekben Sam J. Jones, Melody Anderson, Ornella Muti, Max von Sydow, Topól, Timothy Dalton, Mariangela Melato, Brian Blessed és Peter Wyngarde látható.
Az Amerikai Egyesült Államokban 1980. december 5-én, az Egyesült Királyságban december 11-én mutatták be a mozikban. Összességében pozitív kritikákat kapott, a bemutató óta eltelt években pedig kultuszfilmmé és a populáris kultúra szerves részévé vált.

## Cselekmény
Ming császár, a Mongo bolygó kegyetlen uralkodója unalmában természeti katasztrófákat idéz elő a Földön. Flash Gordon, amerikaifutball-sztár egy magánrepülőgépen találkozik Dale Arden utazási ügynöknővel. Repülés közben meteor találja el a járművet és a pilóták köddé válnak. Flash átveszi az irányítást és a NASA tudósának, Dr. Hans Zarkovnak a birtokán hajt végre kényszerleszállást. Zarkov szerint a katasztrófákat földönkívüli lények okozzák, melyek a Föld felé lökik a Holdat, a bolygó elpusztításának szándékával. A tudós titokban űrhajót épített és a idegen támadások kivizsgálására készül. Ehhez azonban legénységre van szüksége, ezért elrabolja Flasht és Dale-t. A Mongo bolygóra repülnek, ahol azonnal Ming embereinek fogságba esnek.
Minget felbosszantja Flash magabiztos viselkedése és elrendeli a férfi kivégzését. A császár lánya Aura hercegnő az utolsó pillanatban megmenti a földlakót és azonnal bele is szeret. Miközben kettesben elmenekülnek, Klytus tábornok, Ming titkosrendőrségének vezetője agymosást hajt végre Dr. Zarkovon. Aura és Flash Arboriába, Barin herceg királyságába érkeznek. Dale ezalatt kiszabadul Ming háreméből, ezért Zarkovot küldik utána. Ő azonban kijátszotta az agymosást és együtt Mingo Citybe szöknek. Vultan herceg sólyomemberei elfogják és Sky Citybe viszik őket.
Arboriában Aura Barin herceg gondjaira bízza Flasht, bár az uralkodó nem bízik benne és féltékeny is rá. Rákényszeríti egy halálos szerencsejátékra, ezt kihasználva Flash megszökik. Barin a nyomába ered, majd mindketten a sólyomemberek foglyaivá válnak. A hazatérő Aurát Klytus és Kala tábornok felségárulásért őrizetbe veszi és megkínozza. Ming az esküvőjére készült Dale-lel. Flasht és Barint Sky Citybe viszik, itt a férfi viszontláthatja Dale-t. Flashnek élet-halál párbajt kell vívnia Barinnal, ő viszont megmenti ellensége életét, aki cserébe csatlakozik hozzá. A helyszínre érkező Klytussal közös erővel végeznek. A megtorlástól tartva Vultan és sólyomemberei elhagyják a várost, hátrahagyva Barint, Flasht, Dale-t és Zarkovot. Ming űrhajója ejti fogságba őket, Flashnek hűségéért cserébe felajánlja a Föld feletti uralkodást, de ő megtagadja ezt. Sorsára hagyják Sky Cityben, és a császár elrendeli a város elpusztítását, de Flash az utolsó másodpercben el tud menekülni.
Vultannal szövetkezve Flash Mingo City megtámadására készül. A sólyomemberek megtámadják és elfoglalják az Ajax csatahajót, Aura hercegnő legyőzi őreit, majd kiszabadítja a kivégzésük előtt álló Barint és Zarkovot. Flash és a sólyomemberek megrohamozzák Mingo Cityt. A földlakó az Ajax segítségével a várost védő erőtér áttörésére készül (bár ez öngyilkos küldetésnek tűnik). Barin lelövi Kalát az irányítóteremben és kikapcsolja az erőteret, így Flash épségben töri át űrhajójával a város falait, felnyársalva Minget. Bár kegyelmet ajánl a sebesült császárnak, ha az cserébe nem támadja többé a Földet, Ming orvul rá akar támadni, de az emberfeletti erejét biztosító gyűrűje nem működik többé. A gyűrűt maga ellen fordítva látszólag elporlasztja önmagát.
Barin és Aura lesznek az új uralkodók, Vultant kinevezik seregeik élére. Flash, Dale és Zarkov a Földre történő visszatérést tervezgetik, bár a doktor még nem tudja, hogyan fogják végrehajtani azt. Ezalatt Ming gyűrűjét egy ismeretlen személy veszi fel a földről, Ming gonosz kacaját hallatva.

## Szereplők

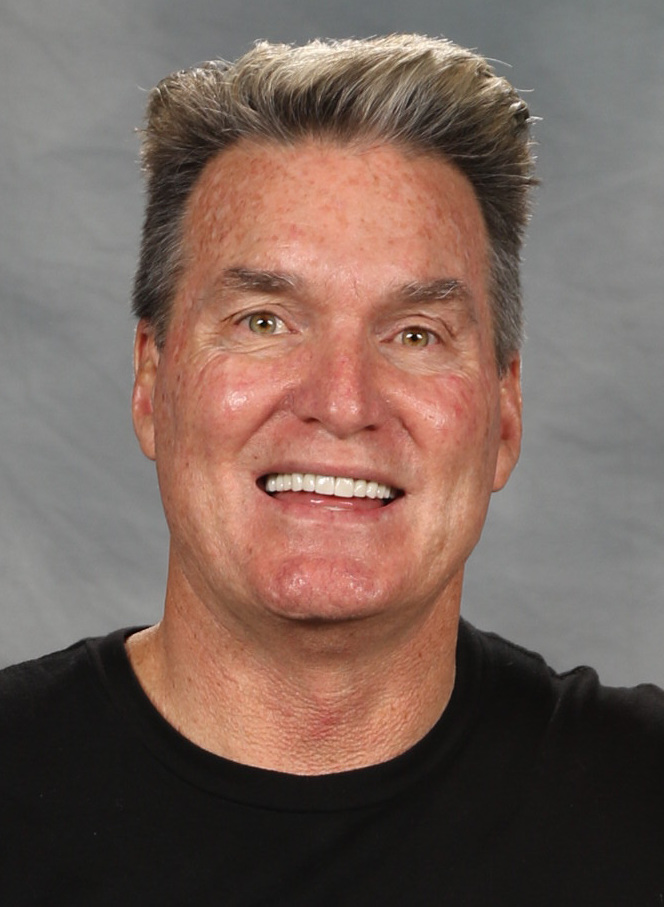
Sam J. Jones, a film címszereplője 2016-ban

| Szerep                          | Színész           | Magyar hang            | Magyar hang   | Magyar hang    | Magyar hang        |
| Szerep                          | Színész           | 1. szinkron            | 2. szinkron   | 3. szinkron    | 4. szinkron        |
| ------------------------------- | ----------------- | ---------------------- | ------------- | -------------- | ------------------ |
| Flash Gordon                    | Sam J. Jones      | Görög László           | Kaszás Gergő  | Bozsó Péter    | Dózsa Zoltán       |
| Dale Arden                      | Melody Anderson   | Dudás Eszter           | Kiss Eszter   | Biró Anikó     | Németh Borbála     |
| Ming császár                    | Max von Sydow     | Beregi Péter           | László Zsolt  | Kristóf Tibor  | Barbinek Péter     |
| Dr. Hans Zarkov                 | Topól             | Kristóf Tibor          | Helyey László | Helyey László  | Orosz István       |
| Aura hercegnő                   | Ornella Muti      | Bede-Fazekas Annamária | Kovács Nóra   | Major Melinda  | Kisfalvi Krisztina |
| Barin herceg                    | Timothy Dalton    | Galkó Balázs           | Vass Gábor    |                | Epres Attila       |
| Vultan herceg                   | Brian Blessed     | Dengyel Iván           |               |                | Csuja Imre         |
| Klytus tábornok                 | Peter Wyngarde    | Breyer László          |               | Barbinek Péter | Papp János         |
| Kala tábornok                   | Mariangela Melato | Gruiz Anikó            |               |                | Andresz Kati       |
| Fico                            | Richard O’Brien   |                        |               |                |                    |
| Arborian pap                    | John Osborne      |                        |               |                |                    |
| Zogi, a főpap                   | Philip Stone      |                        |               |                |                    |
| Luro tábornok                   | John Hallam       |                        |               |                | Janovics Sándor    |
| szolgálólány                    | Suzanne Danielle  |                        |               |                |                    |
| Munson, Dr. Zarkov asszisztense | William Hootkins  |                        |               |                | Kardos Gábor       |
| férfi a reptéren                | Robbie Coltrane   |                        |               |                |                    |

## A film zenéje
A film betétdalait a Queen együttes szerezte és adta elő, a kísérőzenét Howard Blake komponálta.

## Popkulturális hatása és emlékezete
A Flash Gordon a megjelenése óta kultuszfilmmé vált a sci-fi és a fantasy rajongóinak körében. Edgar Wright és Taika Waititi filmrendezők egyaránt az egyik kedvenc filmjükként nevezték meg. Brian Blessed állítása szerint ez volt II. Erzsébet brit királynő kedvenc filmje is, melyet minden karácsonykor megnézett unokáival.
Seth MacFarlane Ted (2012) és Ted 2. (2015) című filmjeiben a főszereplők a Flash Gordon nagy rajongói. A két filmben számos utalás történik a műre, Sam J. Jones – önmagát alakítva – szerepel is bennük.

## Fordítás
- Ez a szócikk részben vagy egészben  a   Flash Gordon (film) című angol Wikipédia-szócikk ezen változatának fordításán alapul.  Az eredeti cikk szerkesztőit annak laptörténete sorolja fel. Ez a jelzés csupán a megfogalmazás eredetét és a szerzői jogokat jelzi, nem szolgál a cikkben szereplő információk forrásmegjelöléseként.